# 古斯塔夫·瑟德斯特伦
古斯塔夫·瑟德斯特伦（瑞典語：Gustaf Söderström，1865年11月25日—1958年11月12日），瑞典男子田径、拔河运动员。他曾代表瑞典参加1900年夏季奥林匹克运动会拔河比赛，获得一枚金牌。